# Morgane (film)
Pour les articles homonymes, voir Morgane et Morgan.
Pour plus de détails, voir Fiche technique et Distribution.
Morgane (titre original : Morgan) est un film de science-fiction américain réalisé par Luke Scott, sorti en 2016.

## Synopsis
Lee Weathers, experte en gestion de risque, est envoyée par son employeur dans un lieu isolé et secret au milieu d'une forêt, pour examiner et évaluer les conséquences d'un accident inquiétant. Morgane ayant l'apparence d'une adolescente innocente, est un être créé en laboratoire par un petit groupe de scientifiques coupés du monde depuis des années. Lee comprend que Morgane est aussi précieuse que dangereuse.

## Fiche technique
Sauf indication contraire, les informations mentionnées dans cette section peuvent être confirmées par la base de données cinématographiques IMDb,  présente dans la section « Liens externes ».
- Titre original : Morgan
- Titre français : Morgane
- Réalisation : Luke Scott
- Scénario : Seth W. Owen
- Musique : Max Richter
- Photographie : Mark Patten
- Montage : Laura Jennings
- Direction artistique : Fiona Gavin
- Décors : Tom McCullagh
- Costumes : Stefano De Nardis
- Producteurs : Mark Huffam, Michael Schaefer et Ridley Scott
  - Producteurs délégués : Aidan Elliott, George F. Heller et Elishia Holmes
- Société de production : Scott Free Productions
- Société de distribution : 20th Century Fox (États-Unis, France)
- Budget : 8 millions de dollars
- Pays de production :  États-Unis
- Langue originale : anglais
- Format : couleur
- Genre : science-fiction, horreur
- Durée : 92 minutes
- Dates de sortie[2] :
  - États-Unis : 2 septembre 2016
  - France : 28 septembre 2016
- Classification[3] :
  - États-Unis : R
  - France : interdit aux moins de 12 ans

## Distribution
- Kate Mara (VF : Julie Cavanna) : Lee Weathers
- Anya Taylor-Joy (VF : Fanny Bloc) :  Morgane
- Toby Jones (VF : Jean-Pol Brissart) : Dr. Simon Ziegler
- Rose Leslie (VF : Karine Foviau) : Amy
- Boyd Holbrook (VF : Stéphane Pouplard) : Skip Vronsky
- Michelle Yeoh (VF : Yumi Fujimori) : Dr. Lui Cheng
- Jennifer Jason Leigh (VF : Marie-Laure Dougnac) : Kathy Grieff
- Brian Cox (VF : Richard Leblond) : Jim Bryce
- Paul Giamatti (VF : Daniel Lafourcade) : Dr. Alan Shapiro
- Chris Sullivan (VF : Jean-Jacques Nervest) : Darren
- Michael Yare (VF : Xavier Thiam) : Ted Brenner
- Conor Mullen : Charles Grimes
- Luke Whoriskey : Jimmy
- Jonathan Aris : David Chance
- Sam Spruell : Jim Bryce
- Amybeth McNulty : Morgane à 10 ans

 Source et légende : version française (VF) sur RS Doublage

## Production

### Genèse et développement
Morgan est basé sur un script de Seth W. Owen. Il fait partie de la Black List 2014 des meilleurs scénarios en attente de production. La 20th Century Fox est lié au projet pour le financement et la distribution, en partenariat avec la société Scott Free Productions de Ridley Scott.
En mars 2015, Luke Scott, fils de Ridley, obtient le poste de réalisateur et fera ainsi ses débuts à la réalisation d'un long métrage. Ridley Scott produit quant à lui le film, avec l'aide de Michael Schaefer.

### Attribution des rôles

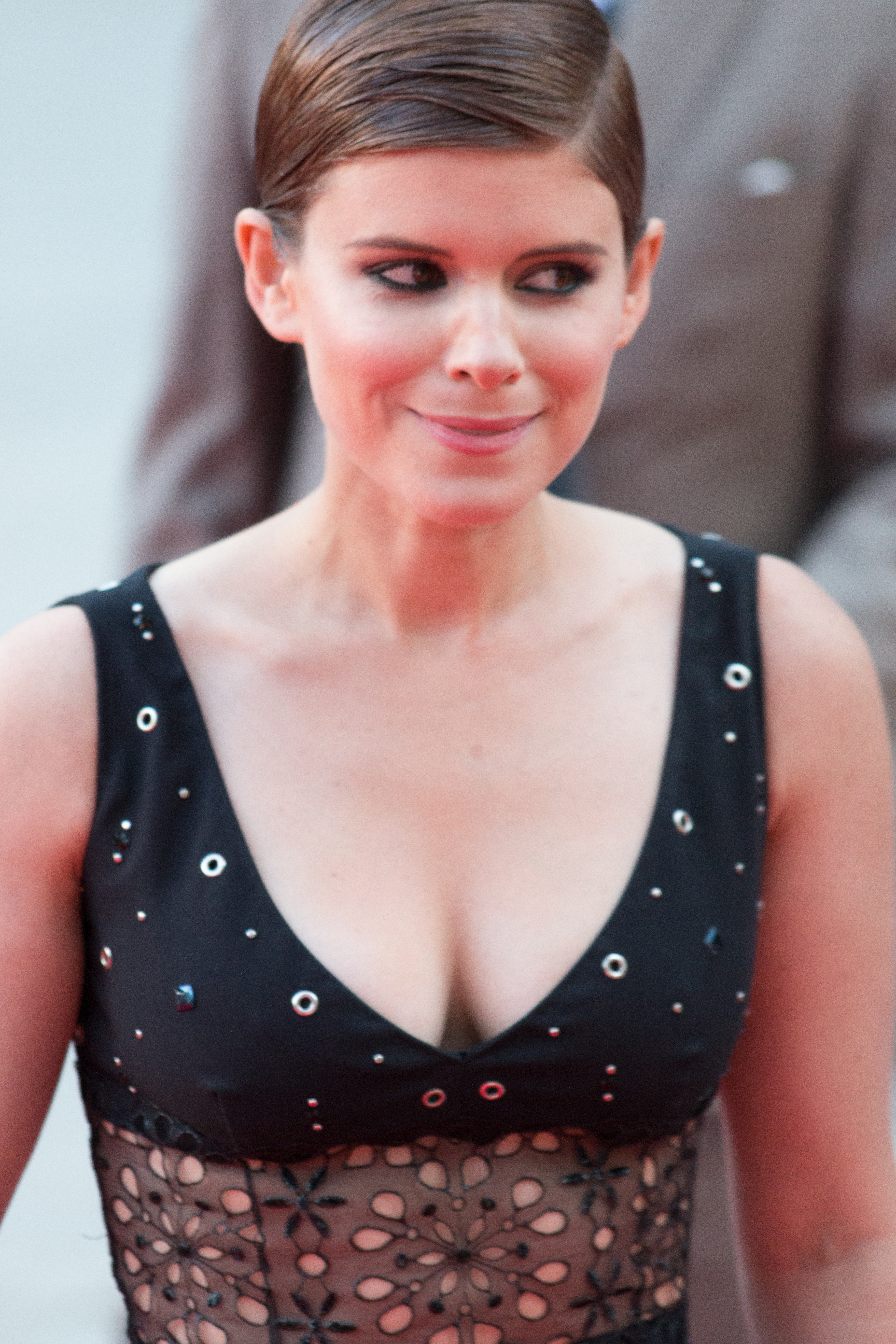
L'actrice principale Kate Mara, l'année de sortie du film.

En mars 2015, Kate Mara est officialisée dans le rôle principal.
En avril 2015, Paul Giamatti et Toby Jones rejoignent la distribution. Ils seront suivis par Boyd Holbrook, Jennifer Jason Leigh et Michelle Yeoh.

### Tournage
Le tournage débute le 26 mai 2015 en Irlande du Nord,.

## Accueil

### Promotion
Pour coller au thème du film, la 20th Century Fox a collaboré avec IBM pour qu'une intelligence artificielle élabore une bande-annonce. Baptisée Watson, cette intelligence a passé en revue des centaines de bandes annonces de films d'horreur et de thrillers avant de choisir dix passages de Morgane, jugé comme des moments forts. Un réalisateur d'IBM a ensuite monté et organisé ces séquences, en ajoutant musique et fondus. Watson a sélectionné 6 minutes d'images ; seules 1 minute et 15 secondes ont été conservées pour la bande-annonce finale. Toute cette opération a eu lieu en 24 heures.